# Campobasso
Campobasso é uma comuna italiana, capital da região do Molise, província de Campobasso, com cerca de 46.860 habitantes. Estende-se por uma área de 55 km², tendo uma densidade populacional de 852 hab/km². Faz fronteira com Busso, Campodipietra, Castropignano, Ferrazzano, Matrice, Mirabello Sannitico, Oratino, Ripalimosani, San Giovanni in Galdo, Vinchiaturo.

## Demografia
| Variação demográfica do município entre 1861 e 2011                               |
|                                                                                   |
| Fonte: Istituto Nazionale di Statistica (ISTAT) - Elaboração gráfica da Wikipedia |